# フィーバー宝船
フィーバー宝船（フィーバーたからぶね）は、2005年6月にSANKYOが発売した、液晶モニター上部に貯留付きアタッカーを搭載しているパチンコ機のシリーズ名。CRフィーバー宝船ZFとCRフィーバー宝船SFとCRフィーバー宝船SF-T、CRフィーバー宝船RHとCRフィーバー宝船SNの5機種がある。

## 概要
液晶型のデジパチ。盤面上部に配置されている「天アタッカー」が本機最大の特徴。アタッカーに入賞した玉は、一度宝船の上に落下する。宝船の両脇には「福」と書かれた入賞口の「福ゲート」がある。この福ゲートに玉が通過したら様々な演出で使用可能な福引券を獲得できる。
玉が1個通過するごとに福引券を1枚獲得できる。大当たり中は特定のラウンド（2･6･11ラウンド）で宝船に玉を貯留することができるようになるので、他のラウンドよりも福引券を多く獲得できる。
本機は3種類の当たりを搭載しており、通常の大当たり以外に、高確率で出現する「小当り」と、リーチ後やハズレ後に確変状態の「大開放モード」に突入する「突然確変」がある。
開放時間は短いが、小当たりや突確でもアタッカーが開放されるので入賞できれば福引券を獲得するチャンスである。シリーズ機5種類のうち突確を搭載しているのはZFとSF-T、SNの3機種である。予告演出やリーチアクションに登場するキャラクターに巫女姿のヒロイン「千代ちゃん」や猫の「ニャン太」がいる。

## スペック
- CRフィーバー宝船ZF
  - 賞球数 3&4&10&14
  - 大当たり最高継続 15R（9カウント）
  - 大当たり確率 1/496.5
  - 確変中大当たり確率　1/49.6
  - 確変継続率　70%（突然確変を含む）
  - 確変期間　次回大当たりまで/リミッターなし
  - 時短システム　全ての大当たり終了後　100回転
- CRフィーバー宝船SF
  - 賞球数 3&4&10&14
  - 大当たり最高継続 15R（9カウント）
  - 大当たり確率 1/394.8
  - 確変中大当たり確率　1/39.5
  - 確変継続率　60%
  - 確変期間　次回大当たりまで/リミッターなし
  - 時短システム　全ての大当たり終了後　100回転
- CRフィーバー宝船SF-T
  - 賞球数 3&4&10&14
  - 大当たり最高継続 15R（9カウント）
  - 大当たり確率 1/394.8
  - 確変中大当たり確率　1/39.5
  - 小当たり確率　1/59.9
  - 確変継続率　66%（突然確変を含む）
  - 確変期間　次回大当たりまで/リミッターなし
  - 時短システム　全ての大当たり終了後　100回転
- CRフィーバー宝船RH
  - 賞球数 3&4&10&13
  - 大当たり最高継続 10R（9カウント）
  - 大当たり確率 1/352.3
  - 確変中大当たり確率　1/35.2
  - 確変継続率　77%
  - 確変期間　次回大当たりまで/リミッターなし
  - 時短システム　確変終了後　50回転
- CRフィーバー宝船SN
  - 賞球数 3&4&10&15
  - 大当たり最高継続 15R（9カウント）
  - 大当たり確率 1/273.1
  - 確変中大当たり確率　1/44.9
  - 確変継続率　62%（突然確変を含む）
  - 確変期間　次回大当たりまで/リミッターなし

## 図柄
確変図柄
- 一
- 三
- 五
- 七
- 八

通常図柄
- 二
- 四
- 六

小当たり図柄
- 小当り（にゃゴロウ）

## 演出
予告アクション
本機は、背景が昼→夕→夜と切り替わっていくようになっており、背景毎にキャラクターがステップアップしていく。予告アクションはステップアップ方式を採用しているものが多く、多彩な演出を見せる。
- ステップアップ予告

背景モード別で出現するキャラクターが変わる。昼の時はさる、夕方の時はだるま、夜の時は巻物と背景ごとにキャラクターが分かれており、各3段階のステップアップ予告となっている。
ステップが進むほど期待度もアップする仕様である。
|        | STEP 1   | STEP 2   | STEP 3   |
| ------ | -------- | -------- | -------- |
| 背景昼 | みざる   | きかざる | いわざる |
| 背景夕 | だるま   | 火だるま | 金だるま |
| 背景夜 | かっぱ巻 | 虎の巻   | たつ巻   |

他にも登場するだけでチャンスアップとなる「馬鹿」「福助」「ざるそば」「つるっぱげ」「どす鯉」などのキャラクターがいる。
ステップ3の予告よりも、これらチャンスアップキャラクターが出現する方が大当たり信頼度は高い。
- 宝箱予告

画面に宝箱が出現し、ボタンで箱を開けて出現したもので期待度やリーチの発展先などを示唆する。
巫女や猫の着ぐるみ姿の千代が出現した場合、セリフや着ぐるみの色で信頼度が変化する。
ピコピコハンマーなどのアイテムが出現した場合は、それに対応したスーパーリーチに発展するようになっている。
- 福引予告

福引券を3枚使用し、ボタンを押して福引抽選器を回す予告。出てきた玉で期待度が変化する。
「リーチ」ならリーチ確定、「チャンス」なら期待度アップ、「？」は非告知である。
玉に書かれている内容がステップアップする場合もある。
- 巻物予告

リーチ確定後に出現する予告で、ステップアップ方式を採用。ステップ2で巻物が開く。
巻物が開いた時に格言が書かれていたらプレミアムパターンである。
STEP 1  巻物登場
STEP 2  好機到来
STEP 3  激熱
巻物予告のプレミアム格言
大当たり確定
- 急がば回せ
- 花よりパチンコ
- 初心忘るべからず
- 止むに止まれず
- 乗りかかった台
- 楽あれば楽がいい
- 残りの台には福がある
- 千両箱は一日にしてならず

確変大当たり確定
- 回転並びは三文の得
- イスの上にも3時間
- 玉も積もれば山となる
- 捨てる神あれば拾う神あり
- 笑う門には福来る
- 確変は寝て待て　
- 大当り前の静けさ
- 願ったり叶ったり

- 大波予告

右出目停止時に大波が出現すると、スベリが発生しリーチとなる。
発生するだけで大当たり信頼度が大幅にアップする激熱アクションである。
- デジタル始動順変化

デジタルが動き出す順序は左→右→中だが、左→中→右と動き出せばリーチ確定、中→右→左の場合だとスーパーリーチが確定する。
- ミニキャラ

画面にトビウオ・流星・波など様々なミニキャラが出現するが、3つ以上複合したり、いつもと違うキャラクターが登場した場合はリーチ確定。
デジタル回転開始時の鈴の音が4回鳴れば激熱パターンである。

リーチアクション
リーチアクションは同時期に発売された機種と比較しても少なめである。スーパーリーチはテンパイラインで発展先が決まっており、シングルリーチから2種類のスーパーリーチへ発展し、ダブルリーチから発展するスーパーリーチも2種類である。
- だるま落としリーチ

シングルリーチ時に発生することがあるアクション。積み上げられた図柄をだるま落としで次々と落としていく。途中で崩すことなく、テンパイ図柄まで辿り着けば大当たりとなる。
一気に叩いたり2人で叩いたりすればチャンスアップである。
- めで鯛リーチ

ダブルリーチ時に発生することがあるアクション。画面の左右に鯛が登場し、目を飛び出させて大当たり図柄を止める。
1コマ戻りで大当たりするパターンもある。
- 射的リーチ

シングルリーチ時に発生することがあるアクション。ボタンを押して鉄砲で大当たり図柄を打ち、うまく台から落とせれば大当たりとなる。
最大で3回発射し、指示が出たらチャンスアップパターンとなる。
- みこしリーチ

ダブルリーチ時に発生することがあるアクション。大当たり図柄を載せたみこしとハズレを載せたみこしがぶつかり合う。ハズレを押し切れれば大当たりとなる。
- ぞろ目チャンス

貯まった福引券の枚数と同じ数字が出れば大当たりとなる。

福引システム
福ゲートを玉が通過すると福引券が降ってきて獲得できる仕様である。獲得した福引券は、画面右下に表示され貯まっていく。他に、画面に宝箱が出現して福引券を獲得するパターンもある。貯めた福引券を使う場面は様々で、演出によって使用する福引券の枚数は決められている。福引券を大量に獲得できる「大サービスモード」もあり、突入時に福ゲートを玉が通過すると、獲得する福引券が10倍になる。大サービスモード突入時は必ず20回転続く。
- リーチ図柄の変化/リーチラインの増加

福引券使用枚数は5枚。図柄がテンパイした後、通常図柄のリーチを確変図柄に、またはシングルリーチをダブルリーチに変化させる。
- 「福引大会」に参加

福引券使用枚数は5枚or10枚。大当たりラウンド中に発生し、確変昇格を福引演出で行う。
- 救済演出で豪華宝船が登場

福引券使用枚数は30枚。リーチがハズれた後に、いきなり画面が切り替わり宝船が登場し大当たりとなる。
- 小当りが大当りに

福引券使用枚数は30枚。小当たり当選時に演出が発生すれば突確、もしくは大当たりに昇格する。
- ぞろ目チャンス

福引券使用枚数は0枚。福引券の獲得枚数がゾロ目の時のみ出現することがある。
- 福引コレクション

福引券使用枚数は50枚。画面に「福引券50枚で大当りをプレゼント！！」と表示されることがある。出現した時点で大当たり確定となる。
突然確変
リーチが発生した場合でも、テンパイすらしないハズレでも、中央に赤い猫「赤にゃゴロウ」が停止すれば確変状態の「大開放モード」に突入する。突確当選時には、アタッカーが1.3秒×2回開放される。大開放モード中は、中央に「黒にゃゴロウ」が登場することがあり、確変状態が継続する。
小当り
大当たりとは一切関係なく抽選される。リーチになった場合でも、テンパイすらしないハズレの場合でも、白い猫図柄の「にゃゴロウ」が中央に停止すれば小当たり以上が確定する。小当たりに当選すると、アタッカーが1.3秒×1回開放される。白にゃゴロウ停止後に、再始動して赤にゃゴロウに変化して突確突入というパターンや、福引券を使って赤にゃゴロウに変化するパターン、大当たりとなる金にゃゴロウを呼び寄せたりするパターンなど、小当たりから大当たりや突確に昇格することもある。
再抽選アクション
大当たりラウンド中に福引抽選器がランダムに登場する。福引チャンスで金の玉が出現すると確変に昇格する。玉がスピンすればチャンスアップとなる。